# NightMoves Award
I NightMoves Awards sono premi pornografici assegnati ogni anno da NightMoves, una rivista con sede a Oldsmar, in Florida, pubblicata per la prima volta nel 1987 e inizialmente intitolata Sports South. I premi sono stati assegnati per la prima volta nel 1993 e inizialmente erano intitolati Central Florida Adult Entertainment Awards. È il terzo concorso di premi per adulti più antico negli Stati Uniti, dopo gli AVN Awards e gli XRCO Awards.
Vengono assegnati due premi per ciascuna categoria: uno scelto dai fan sulla base dei voti espressi e l'altro scelto dalla redazione della rivista NightMoves, in base alle recensioni dei film.
I NightMoves Awards nel tempo hanno aggiunto diverse categorie come Triple-Play Award nel 2006, noto anche come premio Anna, in onore della defunta attrice pornografica Anna Malle.  I destinatari del premio sono riconosciuti per la loro eccellenza in almeno tre diversi campi dell'industria dell'intrattenimento per adulti, come lo spettacolo, la regia e il ballo.  Nel 2007 NightMoves per festeggiare la sua quindicesima edizione ha aggiunto una Hall of Fame alla sua premiazione, che celebra i vincitori del passato.

## Vincitori

### Performer

#### Best Actor
| Anno | Fan's Choice     | Editor's Choice  |
| ---- | ---------------- | ---------------- |
| 1995 | Steven St. Croix |                  |
| 1996 | Mike Horner      |                  |
| 1997 | Rocco Siffredi   |                  |
| 1998 | Mike Horner      | Peter North      |
| 1999 | Peter North      | Randy Spears     |
| 2000 | Seymore Butts    | Herschel Savage  |
| 2001 | Evan Stone       | Dillon Day       |
| 2002 | Sean Michaels    | Randy Spears     |
| 2003 | Barrett Blade    | Nick Manning     |
| 2004 | Lexington Steele | Steven St. Croix |
| 2005 | Randy Spears     | Eric Masterson   |
| 2006 | Evan Stone       | Manuel Ferrara   |
| 2007 | Barrett Blade    | Marcus London    |
| 2019 | Seth Gamble      | Tommy Pistol     |
| 2020 | Seth Gamble      |                  |
| 2021 | Tommy Pistol     |                  |
| 2022 | Seth Gamble      |                  |
| 2023 | Tommy Pistol     |                  |
| 2024 | Mick Blue        |                  |

#### Best Actress
| Anno | Fan's Choice   | Editor's Choice |
| ---- | -------------- | --------------- |
| 1995 | Kylie Ireland  |                 |
| 1996 | Jenna Jameson  |                 |
| 1997 | Jenna Jameson  |                 |
| 1998 | Serenity       | Midori          |
| 1999 | Alisha Klass   | Jill Kelly      |
| 2000 | Serenity       | Juli Ashton     |
| 2001 | Tera Patrick   | Julie Meadows   |
| 2002 | Jewel De'Nyle  | Jessica Drake   |
| 2003 | Devon          | Belladonna      |
| 2004 | Alexis Amore   | Stormy Daniels  |
| 2005 | Carmen Luvana  | Savanna Samson  |
| 2006 | Stormy Daniels | Jesse Jane      |
| 2007 | Eva Angelina   | Hillary Scott   |
| 2019 | Avi Love       | Romi Rain       |
| 2020 | Angela White   | Maitland Ward   |
| 2021 | Kenzie Reeves  |                 |
| 2022 | Kenzie Taylor  |                 |
| 2023 | Ana Foxxxx     |                 |
| 2024 | Kira Noir      |                 |

#### Best BBW Performer
| Anno | Fan's Choice    | Editor's Choice |
| ---- | --------------- | --------------- |
| 2013 | Kelly Shibari   | Julie Cash      |
| 2014 | Kelly Shibari   | Lexxi Luxe      |
| 2015 | April Flores    | Becki Buttefly  |
| 2016 | Becki Butterfly | Samantha 38G    |

#### Best Body
| Anno | Fan's Choice | Editor's Choice |
| ---- | ------------ | --------------- |
| 2012 | Riley Steele | Chanel Preston  |
| 2013 | Riley Steele | Lexi Belle      |
| 2014 | Riley Steele | Asa Akira       |
| 2015 | Riley Steele | Adriana Chechik |
| 2016 | Riley Steele | Jessa Rhodes    |
| 2017 | Riley Steele | Jillian Janson  |
| 2018 | Lana Rhoades | Ariana Marie    |
| 2019 | Riley Steele | Alexis Fawx     |

#### Best Boobs
| Anno | Fan's Choice  | Editor's Choice    |
| ---- | ------------- | ------------------ |
| 2012 | Sara Jay      | Charley Chase      |
| 2013 | Kelly Madison | Sophie Dee         |
| 2014 | Vicky Vette   | Allison Moore      |
| 2015 | Britney Amber | Romi Rain          |
| 2016 | Keisha Grey   | Angela White       |
| 2017 | Angela White  | August Taylor      |
| 2018 | Angela White  | Kagney Linn Karter |
| 2019 | Karma Rx      | Angela White       |

#### Best Butt
| Anno | Fan's Choice   | Editor's Choice |
| ---- | -------------- | --------------- |
| 2012 | Alexis Texas   | Asa Akira       |
| 2013 | Jessie Rogers  | Nikki Delano    |
| 2014 | Maddy O'Reilly | Nikki Delano    |
| 2015 | Alexis Texas   | A.J. Applegate  |
| 2016 | Megan Rain     | Nikki Delano    |
| 2017 | Nikki Delano   | Abella Danger   |
| 2018 | Ivy Lebelle    | Abella Danger   |
| 2019 | Abella Danger  | Luna Star       |

#### Best Cam Model, Individual Site
| Anno | Fan's Choice   | Editor's Choice |
| ---- | -------------- | --------------- |
| 2012 | TheLisaAnn.com | JoAnnaAngel.com |
| 2017 | Kissa Sins     | Jenny Blighe    |

#### Best Ethnic Performer
| Anno | Fan's Choice | Editor's Choice |
| ---- | ------------ | --------------- |
| 2013 | Asa Akira    | Misty Stone     |

#### Best Feature Dancer
| Anno | Fan's Choice     | Editor's Choice         |
| ---- | ---------------- | ----------------------- |
| 2002 | Gina Lynn        |                         |
| 2003 | Felicia Fox      | Teri Weigel             |
| 2004 | Lori Alexia      | Devon Michaels          |
| 2005 | Tyler Faith      | Lexi Lamour             |
| 2006 | Alexis Amore     | Vivian West             |
| 2007 | Stormy Daniels   | Gina Lynn               |
| 2008 | Sunny Lane       | Teagan Presley          |
| 2009 | Teagan Presley   | Jenna Haze              |
| 2010 | Jesse Jane       | Daisy Duxe              |
| 2011 | Jenna Haze       | Nikki Benz              |
| 2012 | Nikki Benz       | Prinzzess Felicity Jade |
| 2013 | Christina Aguchi | Gia Nova                |
| 2014 | Lexi Belle       | Richelle Ryan           |
| 2015 | Nikki Delano     | Richelle Ryan           |
| 2016 | Jillian Janson   | Richelle Ryan           |
| 2017 | Adriana Chechik  | Angela Sommers          |
| 2018 | Adriana Chechik  | Nikki Delano            |
| 2019 | Elsa Jean        | Jillian Janson          |

#### Best Female Performer
| Anno | Fan's Choice    | Editor's Choice |
| ---- | --------------- | --------------- |
| 2008 | Bree Olson      | Kaylani Lei     |
| 2009 | Bree Olson      | Jessica Drake   |
| 2010 | Kayden Kross    | Teagan Presley  |
| 2011 | Alexis Texas    | Chanel Preston  |
| 2012 | Jesse Jane      | Lexi Belle      |
| 2013 | Chanel Preston  | Britney Amber   |
| 2014 | Bonnie Rotten   | Remy LaCroix    |
| 2015 | Anikka Albrite  | Jillian Janson  |
| 2016 | Adriana Chechik | Abella Danger   |
| 2017 | Adriana Chechik | Eva Lovia       |
| 2018 | Sarah Vandella  | Britney Amber   |
| 2019 | Adriana Chechik | Kenzie Taylor   |
| 2020 | Adriana Chechik | Emily Willis    |
| 2021 | Adriana Chechik | Brooklyn Chase  |
| 2022 | Blake Blossom   |                 |
| 2023 | Angela White    |                 |
| 2024 | Cherry Kiss     |                 |

#### Best Girl/Girl Performer
| Anno | Fan's Choice      | Editor's Choice |
| ---- | ----------------- | --------------- |
| 2018 | Charlotte Stokely | Darcie Dolce    |
| 2019 | Charlotte Stokely | Jenna Sativa    |
| 2020 | Charlotte Stokely |                 |
| 2021 | Kenna James       | Alex Coal       |
| 2022 | Lauren Phillips   |                 |
| 2023 | Aidra Fox         |                 |
| 2024 | Lauren Phillips   |                 |

#### Best Ink
| Anno | Fan's Choice  | Editor's Choice |
| ---- | ------------- | --------------- |
| 2013 | Bonnie Rotten | Joanna Angel    |
| 2014 | Romi Rain     | Bonnie Rotten   |
| 2015 | Bonnie Rotten | Kleio Valentien |
| 2018 | Karma Rx      | Romi Rain       |

#### Best Latina Performer
| Anno | Fan's Choice    | Editor's Choice |
| ---- | --------------- | --------------- |
| 2012 | Abella Anderson | Nikki Delano    |

#### Best Male Performer
| Anno | Fan's Choice   | Editor's Choice |
| ---- | -------------- | --------------- |
| 2008 | Tommy Gunn     | Evan Stone      |
| 2009 | Derrick Pierce | Evan Stone      |
| 2010 | Evan Stone     | James Deen      |
| 2011 | Evan Stone     | Tommy Gunn      |
| 2012 | James Deen     | Brendon Miller  |
| 2013 | Manuel Ferrara | Erik Everhard   |
| 2014 | Erik Everhard  | James Deen      |
| 2015 | Ryan Driller   | Steven St Croix |
| 2016 | Seth Gamble    | Manuel Ferrara  |
| 2017 | Xander Corvus  | Mick Blue       |
| 2018 | Markus Dupree  | Xander Corvus   |
| 2019 | Charles Dera   | Ramon Nomar     |
| 2020 | Manuel Ferrara |                 |
| 2021 |                | Manuel Ferrara  |
| 2022 | Manuel Ferrara |                 |
| 2023 | Isiah Maxwell  |                 |
| 2024 | Isiah Maxwell  |                 |

#### Best MILF Performer
| Anno | Fan's Choice | Editor's Choice |
| ---- | ------------ | --------------- |
| 2010 | Vicky Vette  | Tanya Tate      |
| 2011 | Francesca Lé | Priya Rai       |
| 2012 | Lisa Ann     | Tanya Tate      |
| 2013 | Julia Ann    | Brandi Love     |
| 2014 | Lisa Ann     | Tanya Tate      |
| 2015 | Kendra Lust  | Ava Addams      |
| 2016 | Kendra Lust  | Tanya Tate      |
| 2017 | Kendra Lust  | Tanya Tate      |
| 2018 | Brandi Love  | Bridgette B     |
| 2019 | Bridgette B  | Brandi Love     |
| 2020 | Brandi Love  | Brandi Love     |
| 2021 | Alexis Fawx  | Rachael Cavalli |
| 2022 | Rachel Starr |                 |
| 2023 | Natasha Nice |                 |
| 2024 | Penny Barber |                 |

#### Best New Starlet
| Anno | Fan's Choice    | Editor's Choice |
| ---- | --------------- | --------------- |
| 1995 | Jenna Jameson   |                 |
| 1996 | Missy           |                 |
| 1997 | Lovette         |                 |
| 1998 | Jessica Darlin  | Alisha Klass    |
| 1999 | Claudia Chase   | Jewel De'Nyle   |
| 2000 | Inari Vachs     | Tera Patrick    |
| 2001 | Briana Banks    | Ryan Conner     |
| 2002 | Hannah Harper   | Calli Cox       |
| 2003 | Carmen Luvana   | Jesse Jane      |
| 2004 | Avy Scott       | Krystal Steal   |
| 2005 | Keri Sable      | Sunny Lane      |
| 2006 | Jenna Presley   | Taryn Thomas    |
| 2007 | Shay Jordan     | Bree Olson      |
| 2008 | Alexis Texas    | Moxxie Maddron  |
| 2009 | Jayden Jaymes   | Angelina Armani |
| 2010 | Raven Alexis    | Chanel Preston  |
| 2011 | Abella Anderson | Allie Haze      |
| 2012 | Adrianna Luna   | Riley Reid      |
| 2013 | Anikka Albrite  | Rikki Six       |
| 2014 | Carter Cruise   | Keisha Grey     |
| 2015 | Summer Carter   | Morgan Lee      |
| 2016 | Kenzie Taylor   | Adria Rae       |
| 2017 | Lana Rhoades    | Sofi Ryan       |
| 2018 | Ella Knox       | Avi Love        |
| 2019 | Lacy Lennon     | Victoria Voxxx  |
| 2020 | Bella Rolland   | Kit Mercer      |
| 2021 | Skylar Vox      | Blake Blossom   |
| 2022 | Kenzie Anne     |                 |
| 2023 | Nicole Doshi    |                 |
| 2024 | Hailey Rose     |                 |

#### Best Transexual Performer
| Anno | Fan's Choice      | Editor's Choice |
| ---- | ----------------- | --------------- |
| 2012 | Tiffany Starr     | Mia Isabella    |
| 2013 | Sarina Valentina  | Amy Daly        |
| 2014 | Venus Lux         | Jane Marie      |
| 2015 | Jessy Dubai       | TS Foxxy        |
| 2016 | Isabella Sorrenti | Jessy Dubai     |
| 2017 | Jessy Dubai       | Aubrey Kate     |
| 2019 | Foxxy             | Natalie Mars    |
| 2020 | Natalie Mars      |                 |
| 2021 | Aubrey Kate       |                 |
| 2022 | Aubrey Kate       |                 |
| 2023 | Emma Rose         |                 |
| 2024 | Brittany Kade     |                 |

#### Miss Congeniality
| Anno | Recipient         |
| ---- | ----------------- |
| 2001 | Anna D. Caans     |
| 2004 | Olivia O'Lovely   |
| 2005 | Maya Divine       |
| 2006 | Sunny Lane        |
| 2010 | Nicki Hunter      |
| 2012 | Bonnie Rotten     |
| 2013 | Danica Dillon     |
| 2014 | Aiden Ashley      |
| 2014 | Dillion Harper    |
| 2015 | Kendra Sunderland |
| 2016 | Lauren Phillips   |
| 2017 | Lexi Luna         |
| 2018 | Della Dane        |
| 2020 | Heather Heaven    |
| 2021 | Ms. Parker        |
| 2022 | Kleio Valentien   |
| 2023 | Dora Kola         |
| 2024 | Stephanie Love    |

#### Social Media Star
| Anno | Fan's Choice       | Editor's Choice |
| ---- | ------------------ | --------------- |
| 2011 | Vicky Vette        | Bree Olson      |
| 2012 | Vicky Vette        | Tori Black      |
| 2013 | Bonnie Rotten      | Lisa Ann        |
| 2014 | No Award Presented |                 |
| 2015 | No Award Presented |                 |
| 2016 | Kendra Sunderland  | Lelu Love       |
| 2017 | Anna Belle Peaks   | Lauren Phillips |
| 2018 | Nicolette Shea     | Tori Black      |
| 2019 | Riley Reid         | Lauren Phillips |

#### Triple Play Award
| Anno | Recipient       |
| ---- | --------------- |
| 2006 | Stormy Daniels  |
| 2007 | Kylie Ireland   |
| 2008 | Belladonna      |
| 2009 | Gina Lynn       |
| 2010 | Jessica Drake   |
| 2011 | Marcus London   |
| 2012 | Joanna Angel    |
| 2013 | Seymore Butts   |
| 2014 | Kelly Shibari   |
| 2015 | James Bartholet |
| 2016 | Bonnie Rotten   |
| 2017 | Tanya Tate      |
| 2018 | Sara Jay        |
| 2019 | Miles Long      |
| 2023 | Lauren Phillips |

#### Unsung Performer of the Year
| Anno | Fan's Choice   | Editor's Choice |
| ---- | -------------- | --------------- |
| 2017 | Dillion Harper | Adria Rae       |
| 2018 | Elsa Jean      | Lauren Phillips |
| 2019 | Gina Valentina | Kenzie Reeves   |

### Registi

#### Best Director
| Anno | Fan's Choice    | Editor's Choice |
| ---- | --------------- | --------------- |
| 2002 | Brad Armstrong  |                 |
| 2003 | Sean Michaels   | Chloe           |
| 2004 | Justin Sterling | Pat Myne        |
| 2005 | John Stagliano  | Michael Ninn    |
| 2006 | Jules Jordan    | James Avalon    |
| 2007 | Robby D.        | Eli Cross       |
| 2008 | Stormy Daniels  | Jules Jordan    |
| 2009 | Jules Jordan    | Stormy Daniels  |
| 2010 | Jules Jordan    | Axel Braun      |
| 2011 | Axel Braun      | Joanna Angel    |

#### Best Director — Feature
| Anno | Fan's Choice    | Editor's Choice |
| ---- | --------------- | --------------- |
| 2014 | Brad Armstrong  | Jacky St. James |
| 2015 | Eli Cross       | Brad Armstrong  |
| 2016 | Stormy Daniels  | Kay Brandt      |
| 2017 | Brad Armstrong  | Jacky St. James |
| 2018 | Kay Brandt      | Will Ryder      |
| 2020 | Kayden Kross    |                 |
| 2021 | Kayden Kross    | Axel Braun      |
| 2022 | Kayden Kross    |                 |
| 2023 | Seth Gamble     |                 |
| 2024 | Ricky Greenwood |                 |

#### Best Director — Non-Feature
| Anno | Fan's Choice   | Editor's Choice |
| ---- | -------------- | --------------- |
| 2014 | Manuel Ferrara | Mason           |
| 2015 | Jules Jordan   | Rocco Siffredi  |
| 2016 | Mason          | Greg Lansky     |
| 2017 | Jules Jordan   | Axel Braun      |
| 2018 | Axel Braun     | Greg Lansky     |
| 2019 | Jonni Darkko   | Joanna Angel    |
| 2020 | Jules Jordan   |                 |
| 2021 | Jules Jordan   |                 |
| 2022 | Jonni Darko    |                 |
| 2023 | Kayden Kross   |                 |
| 2024 | Kayden Kross   |                 |

#### Best Director – Non-Parody
| Anno | Fan's Choice   | Editor's Choice |
| ---- | -------------- | --------------- |
| 2012 | Belladonna     | Stormy Daniels  |
| 2013 | Brad Armstrong | Dana Vespoli    |

#### Best Director — Parody
| Anno | Fan's Choice | Editor's Choice |
| ---- | ------------ | --------------- |
| 2012 | Axel Braun   | Will Ryder      |
| 2013 | Axel Braun   | Will Ryder      |
| 2014 | Axel Braun   | Will Ryder      |
| 2015 | Axel Braun   | Will Ryder      |
| 2016 | Axel Braun   | Will Ryder      |
| 2017 | Axel Braun   | Joanna Angel    |

#### Best New Director
| Anno | Fan's Choice | Editor's Choice |
| ---- | ------------ | --------------- |
| 2005 | Celeste      | Stormy Daniels  |
| 2006 | Tommy Gunn   | Kimberly Kane   |

#### Best Transsexual Director
| Anno | Fan's Choice | Editor's Choice |
| ---- | ------------ | --------------- |
| 2018 | Dana Vespoli | Aiden Starr     |
| 2019 | Dana Vespoli | Ricky Greenwood |

### Movie

#### Best All Girl Release
| Anno | Fan's Choice                                         | Editor's Choice                                 |
| ---- | ---------------------------------------------------- | ----------------------------------------------- |
| 2007 | The Predator - Wicked Pictures                       | No Man's Land - No Man's Land Productions/Metro |
| 2008 | Bree & Kayden - Adam & Eve                           | Women Seeking Women 40 - Girlfriends Films      |
| 2009 | Sun Goddess: Malibu - skinworXXX/Adam & Eve          | The Violation of Kylie Ireland - JM Productions |
| 2010 | Bree & Teagan - Adam & Eve                           | Lil' Gaping Lesbians - Evil Angel               |
| 2011 | Mother-Daughter Exchange Club 19 - Girlfriends Films | Cherry - JewelBox/Digital Playground            |
| 2012 | Please Make Me Lesbian! 7 - Girlfriends Films        | Girls Love Girls 4 - Jonni Darkko/Evil Angel    |
| 2013 | Mother Superior - Girl Candy Films                   | Slumber Party Cupcake Sluts - Reign Productions |
| 2014 | Women Seeking Women #100 - Girlfriends Films         | Alexis & Asa - Adam & Eve                       |
| 2015 | Women Seeking Women #113 - Girlfriends Films         | Girls Kissing Girls #15 - Sweetheart Video      |
| 2016 | Annika and Carter - Adam & Eve                       | Women Seeking Women #124 - Girlfriends Films    |
| 2017 | Riley & Abella - Adam & Eve                          | Angela Loves Women 2 - AWP                      |
| 2018 | Mother Daughter Exchange Club - Girlfriends Films    | Becoming Elsa - Sweetheart Video                |
| 2019 | Fantasy Factory: Wastelands - Girlsway               | Women Seeking Women #164 - Girlfriends Films    |
| 2020 | Teenage Lesbian - Adult Time                         |                                                 |
| 2021 |                                                      | Student Teacher Relations - Sweetheart Video    |
| 2022 | Mother Daughter Exchange Club 61 - Girlfriends Films |                                                 |
| 2023 | Kenzie Loves Girls - Wicked Pictures                 |                                                 |
| 2024 | Bad Lesbian #19 - Girlfriends Films                  |                                                 |

#### Best All Sex/Gonzo Release
| Anno | Fan's Choice                                             | Editor's Choice                                  |
| ---- | -------------------------------------------------------- | ------------------------------------------------ |
| 2004 | Assplotiations - Mayhem Films                            | Evil Pink - Evil Angel                           |
| 2005 | Jack's Playground - Digital Playground                   | Anal Expedition - Red Light District Video       |
| 2006 | Jenna Haze Darkside - Jules Jordan Video                 | Vault of Whores - Evil Angel                     |
| 2007 | Chanel Illustrated - ClubJenna/Vivid Entertainment/Pulse | Busty Hookers - The Score Group/Pure Play Media  |
| 2008 | Big Wet Asses 13 - Elegant Angel                         | E for Eva - Jonni Darkko/Evil Angel              |
| 2009 | Nurses - Digital Playground                              | Alexis Texas Is Buttwoman - Elegant Angel        |
| 2010 | Deviance - Skinworxxx/Adam & Eve                         | Horny Heartbreakers - Wicked Pictures            |
| 2011 | Big Wet Asses 18 - Elegant Angel                         | Cheerleaders Academy 2 - Adam & Eve              |
| 2012 | Asa Akira Is Insatiable 2 - Elegant Angel                | Asses for the Masses - Assence/Exile             |
| 2013 | D3viance - Adam & Eve                                    | Meet Bonnie - Digital Sin                        |
| 2014 | Riley Goes Gonzo - Axel Braun Productions                | Tattooed Goddesses - Jules Jordan Video          |
| 2015 | MILF Soup #39 - Bang Bros                                | MILF Performers of the Year 2015 - Elegant Angel |
| 2016 | Kayden Kross’ Casting Couch 3 - Airerose Entertainment   | Daddy Knows Best - Blazed Studios                |
| 2017 | Natural Beauties - Vixen.com                             | Hot Wife Cream Pie - Zero Tolerance              |
| 2018 | DP Me #6 - Hard X                                        | # My Ass 4 - Arch Angel                          |
| 2019 | Gang Bang Me #4 - Hard X                                 | Swallowed.com # 26                               |
| 2020 | Angela White: Darkside - Jules Jordan                    |                                                  |
| 2021 |                                                          | Axel Braun’s Down 2 Fuck - Wicked Pictures       |
| 2022 | Jada Loves Gonzo - Jules Jordan                          |                                                  |
| 2023 | Blacked Raw V56 - Blacked Raw                            |                                                  |
| 2024 | Blacked Raw V79 - Blacked Raw                            |                                                  |

#### Best Anal Release
| Anno | Fan's Choice                                | Editor's Choice              |
| ---- | ------------------------------------------- | ---------------------------- |
| 2006 | Ass Worship 8 - Jules Jordan Video          | Ass Hunt - Seymore Butts     |
| 2007 | Rump Riders - Seymore Butts/Pure Play Media | Assploitations - Mayhem      |
| 2019 | Anal Beauty II - Tushy.com                  | Slippery When Wet - Brazzers |
| 2020 | Tushy Raw V12 - TushyRaw.com                |                              |
| 2021 |                                             | Tushy Raw #19 - Tushy.com    |
| 2023 | Vicki Chase Ninfomana - Evil Angel          |                              |
| 2024 | Awesome Anal Movie - Evil Angel             |                              |

#### Best BBW Release
| Anno | Fan's Choice                                                     | Editor's Choice                                      |
| ---- | ---------------------------------------------------------------- | ---------------------------------------------------- |
| 2013 | Kelly Shibari Is Overloaded - Kelly Shibari Entertainment        | Big Girls Are Sexy 3 - New Sensations                |
| 2014 | Big Girls Are Sexy 4 - New Sensations                            | Home Alone Chubbies - Sensational Video              |
| 2015 | Jessica drake’s Guide to Wicked Sex: Plus Size - Wicked Pictures | Sara Jay Likes Her Girls BBW - Wyde Syde Productions |

#### Best Compilation Release
| Anno | Fan's Choice                          | Editor's Choice                            |
| ---- | ------------------------------------- | ------------------------------------------ |
| 2011 | 25 Sexiest Asses Ever - Elegant Angel | Adam & Eve’s 40th Anniversary - Adam & Eve |

#### Best Cougar/MILF Release
| Anno | Fan's Choice                                       | Editor's Choice                           |
| ---- | -------------------------------------------------- | ----------------------------------------- |
| 2011 | My Friend’s Hot Mom 23 - Naughty America           | Mommy Got Boobs 10 - Brazzers             |
| 2012 | My Friend's Hot Mom 30 - Naughty America/Pure Play | Mothers & Daughters - Digital Playground  |
| 2013 | Pure MILFs 3 - Ogee Studios                        | Cougars vs Kittens - Wicked Pictures      |
| 2014 | MILFs Like it Big - Brazzers                       | My Friend’s Hot Mom #42 - Naughty America |

#### Best DVD
| Anno | Fan's Choice              | Editor's Choice            |
| ---- | ------------------------- | -------------------------- |
| 2003 | Rush - Digital Playground | Hercules - Wicked Pictures |

#### Best Ethnic Release
| Anno | Fan's Choice                     | Editor's Choice              |
| ---- | -------------------------------- | ---------------------------- |
| 2016 | Black & White - Blacked.com      | Black Owner - Jules Jordan   |
| 2017 | Kendra's Obsession - Blacked.com | Latin Asses #3 - Hard X      |
| 2018 | Black & White #12 - Blacked.com  | Interracial Anal #4 - Dark X |

#### Best Feature Production
| Anno | Fan's Choice                                           | Editor's Choice                                            |
| ---- | ------------------------------------------------------ | ---------------------------------------------------------- |
| 1995 | Sex 2 - VCA Pictures                                   |                                                            |
| 1996 | Shock - VCA Pictures                                   |                                                            |
| 1997 | Satyr - Wicked Pictures                                |                                                            |
| 1998 | Zazel - CalVista                                       | Anna Malle’s Wildlife - Midnight Video                     |
| 1999 | Tampa Tushy - Seymore Butts                            | Double Feature - Wicked Pictures                           |
| 2000 | DreamQuest - Wicked Pictures                           | Sex Island - Adam & Eve                                    |
| 2001 | Vengeance - Wicked Pictures                            | The Fiesta - Adam & Eve                                    |
| 2002 | Devon Stripped - Digital Playground                    | Serenity’s Roman Orgy - Wicked Pictures                    |
| 2003 | Jenna Loves Kobe - Vivid Entertainment                 | Riptide - Sin City                                         |
| 2004 | Bella Loves Jenna - ClubJenna                          | Rawhide - Adam & Eve                                       |
| 2005 | The Masseuse - ClubJenna/Vivid Entertainment           | Contract Star - Digital Playground                         |
| 2006 | Pirates - Digital Playground/Adam & Eve                | Dark Angels 2 - New Sensations                             |
| 2007 | Corruption - SexZ Pictures                             | The New Neighbors - Sllab                                  |
| 2008 | Upload - SexZ Pictures                                 | Cheerleaders - Digital Playground                          |
| 2009 | Pirates II: Stagnetti's Revenge - Digital Playground   | Fallen - Wicked Pictures                                   |
| 2010 | Teachers - Digital Playground                          | Pornstar Superheros - Elegant Angel                        |
| 2011 | Top Guns - Digital Playground                          | Justice League of Porn Star Heroes - Extreme Comixxx       |
| 2012 | Fighters - Digital Playground                          | Portrait of a Call Girl - Elegant Angel                    |
| 2013 | Code of Honor - Digital Playground                     | Wasteland - Elegant Angel                                  |
| 2014 | New Behind the Green Door - Vivid Entertainment        | Hot Chicks Big Fangs - Digital Playground                  |
| 2015 | Second Chances - New Sensations                        | Holly Would - Wicked Pictures                              |
| 2016 | Love, Sex, & TV News - Adam & Eve                      | Wanted - Wicked Pictures                                   |
| 2017 | Preacher’s Daughter - Wicked Pictures                  | The Proposal - New Sensations                              |
| 2018 | The Psychiatrist - Pure Taboo                          | CamGirl - Wicked Pictures                                  |
| 2020 |                                                        | Captain Marvel XXX: An Axel Braun Parody - Wicked Pictures |
| 2021 |                                                        | Muse - Deeper Studio                                       |
| 2022 | Black Widow XXX - Wicked Comix                         |                                                            |
| 2023 | SpideyPool XXX: An Axel Braun Parody - Wicked Pictures |                                                            |
| 2024 | Feed Me - Adult Time                                   |                                                            |

#### Best Fetish/Specialty Release
| Anno | Fan's Choice                                       | Editor's Choice                                  |
| ---- | -------------------------------------------------- | ------------------------------------------------ |
| 2014 | Bonnie Rotten Is Squirtwoman - Elegant Angel       | Ass Hats - LeWood Productions/Evil Angel         |
| 2015 | Liquid Lesbians - Evil Angel                       | Fetish Fantasies - Erotica X                     |
| 2016 | Father Daughter Seductions 2 - Desperate Pleasures | Fifty Shades of Sara Jay - Wyde Syde Productions |
| 2017 | Hot Wife Blindfolded #3 - New Sensations           | School Girl Bound - Digital Sin                  |
| 2018 | Hardcore Gangbang Parodies #3 - Kink.com           | Forbidden Sex #2 - New Sensations                |
| 2019 | Axel Braun's Nylon #2 - Wicked Pictures            | Watching My Hot Wife #6 - New Sensations         |
| 2020 | Please F*ck My Wife - New Sensations               |                                                  |
| 2021 |                                                    | It's A Mommy Thing! #11 - Elegant Angel          |
| 2022 | Anal - Deeper                                      |                                                  |

#### Best Interracial/Ethnic Series
| Anno | Fan's Choice | Editor's Choice        |
| ---- | ------------ | ---------------------- |
| 2004 | Asian Fever  | Whoriental Sex Academy |

#### Best MILF Release
| Anno | Fan's Choice                              | Editor's Choice                                  |
| ---- | ----------------------------------------- | ------------------------------------------------ |
| 2011 | My Friend’s Hot Mom #23 - Naughty America | Mommy Got Boobs #10 - Brazzers                   |
| 2012 | My Friend’s Hot Mom #30 - Naughty America | Mothers & Daughters - Digital Playground         |
| 2013 | Pure MILF’s #3 - Ogee Studios             | Cougars –v- Kittens - Wicked Pictures            |
| 2014 | MILFs Like it Big- Brazzers               | My Friend’s Hot Mom #42 - Naughty America        |
| 2015 | MILF Soup #39 - Bangbros                  | MILF Performers of the Year 2015 - Elegant Angel |
| 2022 | My First Sex Teacher - Naughty America    |                                                  |
| 2023 | Anal Craving MILF's #9 - Evil Angel       |                                                  |
| 2024 | MILF Attack #3 - Milfed.com               |                                                  |

#### Best Parody (Comedy)
| Anno | Fan's Choice                                                   | Editor's Choice                                       |
| ---- | -------------------------------------------------------------- | ----------------------------------------------------- |
| 2007 | Pulp Friction - Adam & Eve                                     | The Da Vinci Load 2 - Hustler Video                   |
| 2008 | Operation Desert Stormy - Wicked Pictures                      | Not the Bradys XXX - X-Play/Hustler Video             |
| 2009 | The Office: A XXX Parody - New Sensations                      | Not The Cosbys XXX - Hustler Video                    |
| 2010 | Batman XXX: A Porn Parody - Vivid Entertainment                | Big Bang Theory: A XXX Parody - New Sensations        |
| 2011 | Superman XXX: A Porn Parody - Vivid Entertainment              | Rocki Whore Picture Show - Wicked Pictures            |
| 2012 | Star Wars XXX: A Porn Parody - Axel Braun/Vivid Entertainment  | Beverly Hillbillies: A XXX Parody - X-Play/Adam & Eve |
| 2013 | The Karate Kid XXX - DreamZone Entertainment                   | Not Animal House XXX - Adam & Eve                     |
| 2014 | This Ain’t Star Trek XXX #3 - Hustler Video                    | The Little Spermaid XXX - DreamZone Entertainment     |
| 2015 | Barbarella XXX:An Axel Braun Parody - Vivid Entertainment      | Sisters of Anarchy - Digital Playground               |
| 2016 | Peter Pan XXX: An Axel Braun Parody - Wicked Pictures          | Beauty and the Beast XXX - Exquisite Pleasures        |
| 2017 | Suicide Squad XXX: An Axel Braun Production - Wicked Pictures  | Star Wars Underworld - Digital Playground             |
| 2018 | Justice League XXX: An Axel Braun Production - Wicked Pictures | Queen of Thrones - Brazzers                           |

#### Best Parody (Drama)
| Anno | Fan's Choice                                                   | Editor's Choice                                                    |
| ---- | -------------------------------------------------------------- | ------------------------------------------------------------------ |
| 2012 | Rocky XXX: A Parody Thriller! - X-Play/Adam & Eve              | Zorro XXX: A Pleasure Dynasty Parody - Jama/Pleasure Dynasty/Exile |
| 2013 | This Ain’t Avatar 2 XXX: Escape from Pandwhora - Hustler Video | Breaking Bad XXX: A Sweet Mess Films Parody - Exquisite Films      |
| 2014 | Snow White XXX: An Axel Braun Parody - Wicked Pictures         | Rambone XXX - DreamZone Entertainment                              |

#### Best Parody (Superhero)
| Anno | Fan's Choice                                                    | Editor's Choice                                                |
| ---- | --------------------------------------------------------------- | -------------------------------------------------------------- |
| 2012 | The Avengers XXX: A Porn Parody - VividXXXSuperheroes           | Tomb Raider XXX: An Exquisite Films Parody - Paradox/Exquisite |
| 2013 | The Dark Knight XXX - Vivid Entertainment                       | Superman vs Spiderman XXX - Vivid Entertainment                |
| 2014 | Captain America XXX: An Axel Braun Parody - Vivid Entertainment | Spiderman XXX #2: An Axel Braun Parody - Vivid Entertainment   |

#### Best Parody Release
| Anno | Fan's Choice                                               | Editor's Choice                                |
| ---- | ---------------------------------------------------------- | ---------------------------------------------- |
| 2015 | Barbarella XXX: An Axel Braun Parody - Vivid Entertainment | Sisters of Anarchy - Digital Playground        |
| 2016 | Peter Pan XXX: An Axel Braun Parody - Wicked Pictures      | Beauty and the Beast XXX - Exquisite Pleasures |

#### Best Series
| Anno | Fan's Choice                                | Editor's Choice                            |
| ---- | ------------------------------------------- | ------------------------------------------ |
| 2003 | Barely Legal - Hustler Video                | No Man’s Land - Video Team                 |
| 2004 | Dream Girls Adventures - Dream Girls        | Jack's Playground - Digital Playground     |
| 2005 | Jack's Playground - Digital Playground      | Anal Expedition - Red Light District Video |
| 2006 | Where The Boys Aren't - Vivid Entertainment | Barely Legal - Hustler Video               |
| 2007 | Island Fever - Digital Playground           | College Invasion - Shane's World           |
| 2008 | Jack's Playground - Digital Playground      | Couples Seduce Teens - Pink Visual         |
| 2009 | Jack's Playground - Digital Playground      | Big Wet Asses - Elegant Angel              |
| 2010 | Bang Bus - Bang Bros                        | My Friend's Hot Mom - Naughty America      |
| 2013 | RAW - Evil Angel                            | Women Seeking Women - Girlfriends Films    |
| 2014 | RAW - Evil Angel                            | Performers of the Year - Elegant Angel     |
| 2015 | Tonight's Girlfriend - Naughty America      | Pure - Airerose Entertainment              |
| 2016 | My Sister's Hot Friends - Naughty America   | Performers of the Year - Elegant Angel     |
| 2017 | Women Seeking Women - Girlfriends Films     | Tonight’s Girlfriend - Naughty America     |
| 2018 | No Award Presented                          |                                            |

#### Best Star Showcase
| Anno | Fan's Choice                                       | Editor's Choice                                |
| ---- | -------------------------------------------------- | ---------------------------------------------- |
| 2017 | Lana - Tushy                                       | Riley Reid Overexposed - Adam & Eve            |
| 2018 | The Ultimate Fuck Toy: Jill Kassidy - Jules Jordan | Tori Black is Back - Lesbian X                 |
| 2019 | Ultimate Fuck Toy: Lana Rhoades - Jules Jordan     | Ariana Marie: A Little Bit Harder - Evil Angel |
| 2022 | Ultimate Fuck Toy: Gabbie Carter - Jules Jordan    |                                                |

#### Best Transexual Release
| Anno | Fan's Choice                                | Editor's Choice                               |
| ---- | ------------------------------------------- | --------------------------------------------- |
| 2012 | America's Next Top Tranny 15 - Devil's Film | Rogue Adventures 37 - Joey Silvera/Evil Angel |
| 2013 | Forbidden Lovers - Trans-Romantic Films     | American She-Male 2 - Evil Angel              |
| 2014 | America’s Next Top Tranny #19 - Goodfellas  | TS, I Love You - Dana Vespoli/Evil Angel      |
| 2015 | Transsexual Babysitters #27 - Devil's Film  | American Tranny #4 - Reality Junkies          |
| 2016 | Transsexual Babysitters #28 - Devil's Film  | Aubrey Kate’s TS Fantasies - Transsensual     |
| 2017 | No Award Presented                          |                                               |
| 2018 | TS Factor #10 - Evil Angel                  | Trans Massage - Gender X                      |
| 2019 | Chanel Santini: TS Superstar - Evil Angel   | Transgenered Bosses - Gender X                |
| 2021 |                                             | Daisy Taylor TS Superstar - Grooby            |
| 2022 | Exclusive Angel Emma Rose- TransAngel       |                                               |
| 2023 | Girls Will Be Girls - Brazzers              |                                               |
| 2024 | Movie Night - Adult Time                    |                                               |

#### Best Video Packaging
| Anno | Fan's Choice           | Editor's Choice          |
| ---- | ---------------------- | ------------------------ |
| 2010 | 2040 - Wicked Pictures | The 8th Day - Adam & Eve |

#### First Choice Awards
| Anno | Film                                                  | Company                                                      |
| ---- | ----------------------------------------------------- | ------------------------------------------------------------ |
| 2005 | Pirates                                               | Digital Playground/Adam & Eve                                |
| 2005 | Catherine                                             | Ninn Worx                                                    |
| 2006 | Tailgunners                                           | Adam & Eve                                                   |
| 2006 | Fashionistas Safado: The Challenge                    | Evil Angel                                                   |
| 2007 | Operation: Desert Stormy                              | Wicked Pictures                                              |
| 2007 | Not the Bradys XXX                                    | X-Play/Hustler Video                                         |
| 2008 | Pirates II: Stagnetti's Revenge                       | Digital Playground                                           |
| 2008 | This Ain't the Munsters XXX                           | Hustler Video                                                |
| 2009 | 2040                                                  | Wicked Pictures                                              |
| 2009 | The 8th Day                                           | Adam & Eve                                                   |
| 2010 | Body Heat                                             | Digital Playground                                           |
| 2010 | Speed                                                 | Wicked Pictures                                              |
| 2010 | This Ain't Avatar XXX 3D                              | Hustler Video                                                |
| 2011 | Spider-Man XXX: A Porn Parody                         | Vivid Entertainment                                          |
| 2011 | Rocky XXX: A Parody Thriller                          | X-Play/Adam & Eve                                            |
| 2011 | Spartacus XXX: The Beginning                          | Miko Lee Productions/London-Gunn Productions/Wicked Pictures |
| 2012 | Men in Black: A Hardcore Parody                       | Wicked Pictures                                              |
| 2012 | D3viance                                              | Rockstar/skinworXXX/Adam & Eve                               |
| 2012 | Not Animal House XXX                                  | X-Play/Adam & Eve                                            |
| 2012 | The Dark Knight XXX: A Porn Parody                    | VividXXXSuperheroes                                          |
| 2013 | Not the Wizard of Oz XXX                              | X-Play                                                       |
| 2013 | Wanderlust                                            | Wicked Pictures                                              |
| 2013 | The New Behind the Green Door                         | Vivid Entertainment                                          |
| 2014 | Sleeping Beauty XXX: An Axel Braun Parody             | Wicked Pictures                                              |
| 2014 | Not Jersey Boys XXX: A Porn Musical                   | X-Play Video                                                 |
| 2014 | Wetwork                                               | Vivid Entertainment                                          |
| 2015 | Peter Pan XXX: An Axel Braun Parody                   | Wicked Fairy Tales/Wicked Pictures                           |
| 2015 | Sleeping with Danger                                  | DreamZone Entertainment                                      |
| 2015 | Wanted                                                | Wicked Pictures/Adam & Eve                                   |
| 2016 | Babysitting the Baumgartners                          | Adam & Eve                                                   |
| 2016 | Suicide Squad XXX: An Axel Braun Parody               | Wicked Comix                                                 |
| 2016 | Not Traci Lords XXX: '80s Superstars Reborn           | X-Play / Pulse                                               |
| 2017 | Bad Babes, Inc.                                       | Adam & Eve                                                   |
| 2017 | Justice League XXX – Axel Braun Productions Unbridled | Wicked Pictures                                              |
| 2017 | The Submission of Emma Marx: Evolved                  | New Sensations                                               |
| 2018 | The Cursed XXX                                        | Adam & Eve                                                   |
| 2018 | Unleashed                                             | Adam & Eve                                                   |
| 2018 | The Possession of Mrs. Hyde                           | Axel Braun Productions / Wicked Pictures                     |
| 2019 | Love Emergency                                        | Adam & Eve                                                   |
| 2019 | Captain Marvel XXX                                    | An Axel Braun Parody / Wicked Comix                          |
| 2019 | What We Do For Money                                  | Sweet Sinner                                                 |
| 2021 | Love, Sex & Lawyers - Adam & Eve Pictures             | Adam & Eve                                                   |
| 2021 | Black Widow XXX: An Axel Braun Parody - Wicked Comix  | Wicked Comix                                                 |
| 2022 | Dark is The Night                                     | Wicked Noir                                                  |
| 2022 | Love, Sex & Fashion                                   | Adam & Eve                                                   |
| 2023 | Redemption                                            | Adam & Eve                                                   |

### Case di produzione

#### Best Adult Internet Site
| Anno | Fan's Choice  | Editor's Choice |
| ---- | ------------- | --------------- |
| 2003 | ClubJenna.com | MikeSouth.com   |
| 2004 | ClubJenna.com | DPTonight.com   |
| 2009 | Freeones.com  | Twistys.com     |
| 2012 | BangBros.com  | VNAGirls.com    |

#### Best Cam Model, Individual Site
| Anno | Fan's Choice   | Editor's Choice |
| ---- | -------------- | --------------- |
| 2012 | TheLisaAnn.com | JoAnnaAngel.com |
| 2017 | Kissa Sins     | Jenny Blighe    |

#### Best Individual Website
| Anno | Fan's Choice   | Editor's Choice |
| ---- | -------------- | --------------- |
| 2012 | TheLisaAnn.com | JoannaAngel.com |

#### Best Live Webcam
| Anno | Fan's Choice | Editor's Choice |
| ---- | ------------ | --------------- |
| 2017 | Chaturbate   | MyFreeCams      |
| 2018 | Chaturbate   | Camsoda         |

#### Best New Production Company
| Anno | Fan's Choice                 | Editor's Choice   |
| ---- | ---------------------------- | ----------------- |
| 2004 | Zero Tolerance Entertainment | Nectar            |
| 2005 | Gina Lynn Productions        | Acid Rain         |
| 2006 | Vouyer Media                 | Black Ice Limited |

#### Best Production Company
| Anno | Fan's Choice       | Editor's Choice              |
| ---- | ------------------ | ---------------------------- |
| 2000 | Wicked Pictures    |                              |
| 2001 | Adam & Eve         |                              |
| 2002 | Digital Playground | Wicked Pictures              |
| 2003 | Evil Angel         | Sin City                     |
| 2004 | Digital Playground | Private Media Group          |
| 2005 | Digital Playground | ClubJenna                    |
| 2006 | ClubJenna          | Zero Tolerance Entertainment |
| 2007 | Digital Playground | Wicked Pictures              |
| 2008 | Digital Playground | Hustler Video                |
| 2009 | Brazzers           | Wicked Pictures              |
| 2010 | Digital Playground | Hustler Video                |
| 2011 | Digital Playground | Wicked Pictures              |
| 2012 | Brazzers           | Girlfriends Films            |
| 2013 | Wicked Pictures    | Naughty America              |
| 2014 | Wicked Pictures    | Vivid Entertainment          |
| 2015 | Evil Angel         | Wicked Pictures              |
| 2016 | Blacked            | Girlfriends Films            |
| 2017 | No Award Presented |                              |
| 2018 | Blacked            | Adam & Eve                   |
| 2019 | Tushy              | Wicked Pictures              |
| 2020 | Vixen Media Group  |                              |
| 2021 | Mile High Media    |                              |
| 2022 | Brazzers           |                              |
| 2023 | Adult Time         |                              |

## Lifetime Achievement Award
| Anno | Premiato         |
| ---- | ---------------- |
| 1997 | Ron Jeremy       |
| 1998 | Randy West       |
| 1999 | Peter North      |
| 2000 | Seymore Butts    |
| 2001 | Larry Flynt      |
| 2001 | Jimmy Flynt      |
| 2002 | Ginger Lynn      |
| 2002 | Paul Fishbein    |
| 2003 | Dennis Hof       |
| 2005 | Suze Randall     |
| 2006 | Randy Spears     |
| 2007 | Dennis Hof       |
| 2008 | Steve Orenstein  |
| 2009 | Will Ryder       |
| 2010 | Cousin Stevie    |
| 2011 | James Bartholet  |
| 2012 | Axel Braun       |
| 2013 | Steven St. Croix |
| 2014 | Tony Batman      |
| 2015 | Dan O'Connell    |
| 2016 | Evan Stone       |
| 2017 | Greg Lansky      |
| 2018 | Kay Brandt       |
| 2019 | Johnathan Morgan |
| 2022 | Miles Long       |
| 2023 | Michael Mark     |
| 2024 | Conor Coxxx      |

## NightMoves Hall of Fame
- 2007 Alisha Klass
- 2007 Anna Malle
- 2007 Chloe
- 2007 Gina Lynn
- 2007 Ginger Lynn
- 2007 Jenna Jameson
- 2007 Jewel De'Nyle
- 2007 Jill Kelly
- 2007 Randy West
- 2007 Ron Jeremy
- 2007 Sean Michaels
- 2007 Serenity
- 2007 Seymore Butts
- 2007 Stormy Daniels
- 2007 Tera Patrick
- 2008 Belladonna
- 2008 Carmen Luvana
- 2008 Jesse Jane
- 2009 Jessica Drake
- 2009 Kylie Ireland
- 2009 Tommy Gunn
- 2010 Dennis Hof
- 2011 Rebecca Bardoux
- 2011 Erica McLean
- 2012 Vicky Vette
- 2012 Tony Batman
- 2013 Barrett Blade
- 2013 Joanna Angel
- 2014 Axel Braun
- 2014 Sunny Lane
- 2015 Misty Stone
- 2015 Julia Ann
- 2015 Prinzzess Felicity Jade
- 2016 Will Ryder
- 2016 Gia Nova
- 2017 Nikki Delano
- 2017 James Bartholet
- 2018 Katie Sutra
- 2018 Adriana Chechik
- 2019 Flynt Dominic
- 2019 Jillian Janson
- 2020 Lauren Phillips
- 2021 Miles Long
- 2022 Rachel Starr
- 2022 Janine Jericho
- 2023 Dirty Bob Krotts
- 2023 Shelby Doll
- 2023 Derek Hay